# Goy
Goy (en hebreo: גוי‎, plural 'goyim', גוים o גויים), es una palabra transliterada del hebreo que significa literalmente «nación», en referencia a los gentiles, que son todas las personas que no forman parte del pueblo judío. Debido a que en el Antiguo Testamento los israelitas fueron llamados a separarse de las otras naciones, la palabra goyim se empezó a utilizar para referirse a los gentiles.

## En la Biblia

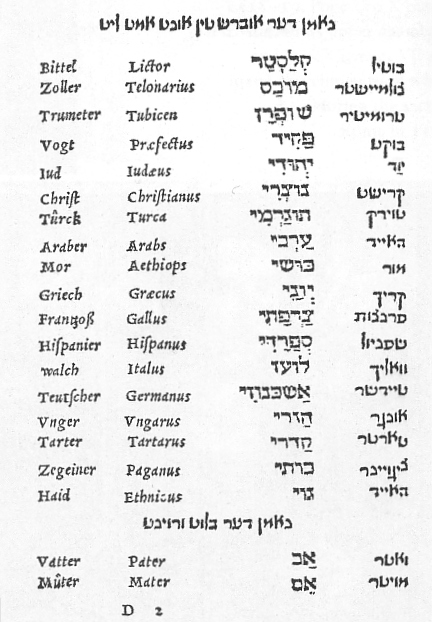
Una página del diccionario Elias Levita Bajur (siglo XVI) en yiddish - hebreo - latín - alemán que contiene una lista de naciones, incluyendo el término goy (גוי) traducido al latín como ethnicus

El primer uso registrado de goy –en plural goyim– aparece en el Pentateuco en Bereshit/Génesis 10:5, en referencia a naciones ajenas a Israel, donde se promete a Abraham Avinu que sus descendientes formarán una gran nación (goy gadol ). Esta palabra o sus derivados se usa en quinientas cincuenta ocasiones en el Tanaj (Biblia Hebrea). En el Salmo 67, se afirma que todas las naciones alabarán a Dios. 
De acuerdo a la interpretación rabínica, todos los goyim son descendientes de Noé y sus hijos y deben seguir los siete preceptos de las naciones.